# Samsung Galaxy Ace 2
A Samsung GT-I8160 Galaxy Ace 2 egy androidos mobiltelefon (okostelefon), amelyet a Samsung 2012 májusában jelentett be. Az Android 2.3.6-es verzióját tartalmazza, de már az Android 4.1.2 is elérhető rá. 
A telefon 800MHz-es Dual Core processzorral, 4 GB belső memóriával, 3,8 hüvelykes, 480×800 pixeles PLS-LCD kijelzővel, kapacitív érintőkijelzővel, 5 megapixeles kamerával, továbbá egy előlapi 0,3 megapixeles kamerával rendelkezik.

## Processzorok
A Samsung Galaxy Ace 2-t jelenleg Dual Core 800MHz-es STE NovaThor U8500 SoC-val (system on a Chip) szerelik, mely az ARM Mali-400 MP GPU-ját használja.

## Memória
A készülékben 768 MB RAM és 4 GB belső tárhely kapott helyet. A tárhely microSD-vel akár további 32 GB-tal is bővíthető.

## Képernyő
A Samsung Galaxy Ace 2 3,8 hüvelykes PLS-LCD WVGA érintőképernyővel rendelkezik.

## Külső hivatkozások
- samsung.com
- mobilarena.hu